# Thesprotia maculata
Thesprotia maculata är en bönsyrseart som beskrevs av Giglio-tos 1915. Thesprotia maculata ingår i släktet Thesprotia och familjen Thespidae. Inga underarter finns listade i Catalogue of Life.